# Slavica Ecclestone
Slavica Ecclestone, nascida Slavica Radić (Rijeka, Iugoslavia; 2 de junho de 1958) é uma ex-modelo croata.
Foi mulher do chefe comercial da Fórmula 1, Bernie Ecclestone de 1985 até 2009, ano que se divorciaram.